# Hyperland (Film)
Hyperland ist ein Science-Fiction-Film von Mario Sixtus aus dem Jahr 2021. Er hatte am 27. Oktober 2021 Premiere auf den 55. Internationalen Hofer Filmtagen. Am 21. November 2021 strahlte das ZDF ihn in der Reihe Das Kleine Fernsehspiel aus. Der Film war nominiert für den 58. Grimme-Preis in der Kategorie „Fiktion“ und für den deutschen Fernsehfilmpreis, wurde aber nicht ausgezeichnet.

## Inhalt
In der Zukunft hängt der Ruf jedes Menschen, und damit seine Möglichkeiten zu arbeiten und zu kommunizieren, von einem „Carma-Counter“ ab. Alle Menschen sind über einen „Finder“ mit dem „Stream“ verbunden, sofern ihr Carma-Counter nicht auf 0 steht. Die Bewertungen der anderen Menschen können den Carma-Counter anheben, aber auch absenken und damit deren Glaubwürdigkeit. Menschen, deren Counter auf 0 steht, werden quasi unsichtbar für alle anderen.
Cee (Lorna Ishema) ist Agentin für Musiker und wird nach einer versuchten Vergewaltigung Opfer einer Schmutzkampagne, die ihr Leben bedroht. Sie stößt schließlich auf die Tatsache, dass Agenturen daran arbeiten, den Ruf ihrer Kunden zu verbessern oder den Ruf anderer nach unten zu ziehen. Alle Bewertungen sind von Meinungsmachern mehr oder wenig gesteuert. Cee beauftragt eine Agentur zu ihrer Verteidigung, um letztendlich ihre Reputation zu verbessern, aber die Agentur hat noch andere Kunden.

## Rezeption
Der Science-Fiction-Schriftsteller und Kulturredakteur Dietmar Dath besprach Hyperland in der FAZ positiv. Sixtus inszeniere in Hyperland „die Triangulation von Digitalisierung, Arbeitsteilung und Mob-Mentalität“. Dath befand: „In Schauspielerei, Effekt und Konzeption baut 'Hyperland' eine Warnung vor Ereignissen, die einerseits schon geschehen sind, deren Folgen sich aber andererseits vielleicht noch ändern lassen, bevor wir ihretwegen gar nicht mehr wissen, wie schlimm wir längst dran sind.“
In der ZEIT schrieb Wenke Husmann, Hyperland sei „einer der wenigen Science-Fictions, in denen man glaubhaft spürt, sich durch eine mögliche Zukunft zu bewegen“. Der Film wirke manchmal, „als würde er in sich selbst vor- und zurückzappen – gerade so, wie wir heute schon oft Inhalte im Netz konsumieren“. Husmann kritisierte allerdings auch Schauspiel und Regie: Es gelinge Lorna Ishema nicht immer, die wachsende Verzweiflung Cees angesichts ihres verlöschenden Lebens überzeugend zu spielen. Der Regisseur ließe sie dafür „ein paar Mal zu oft auch einfach nur zusammensinken.“
Die TV Spielfilm fand, der Film sei „klug und konsequent durchdacht, visionär gestaltet und komplex erzählt.“